# Quattro santi
La pala dei Quattro santi è un dipinto a olio su tela (221,7x161,9 cm) del Correggio, databile al 1514 circa e conservato nel Metropolitan Museum of Art di New York.
Raffigura l'apostolo Pietro, santa Marta, la Maddalena e san Leonardo di Noblac.

## Storia
Il dipinto, quasi sicuramente proveniente dalla chiesa di Santa Maria della Misericordia a Correggio è stato messo in rapporto con le disposizioni testamentarie del notaio Melchiorre Fassi.
Con il suo testamento del 17 dicembre 1517, Fassi designò quale sua erede la chiesa di San Quirino di Correggio, a condizione che vi venisse eretta una cappella con un altare intitolato ai santi Pietro, Marta, Maria Maddalena e Leonardo di Noblac: non si specifica, però, se la pala per questo altare esistesse già o fosse da realizzare. Le disposizioni testamentarie vennero cambiate con un nuovo atto del 29 agosto 1528: nuova erede designata era ora la chiesa da San Domenico, sempre purché vi venisse costruita una cappella dedicata ai quattro santi. Al 1º aprile 1538 risale l'ultimo testamento del notaio: chiedeva di essere sepolto nella chiesa di Santa Maria della Misericordia, che veniva istituita sua erede universale, dove il Fassi possedeva una cappella (intitolata a santa Marta) con una pala sull'altare già all'epoca del suo primo testamento.
È incerto se il Correggio abbia eseguito il dipinto dopo il primo testamento del 1517 o se, ipotesi più probabile, l'avesse già realizzato in precedenza.

## Descrizione e stile
La tela, da sinistra a destra, raffigura san Pietro, con le chiavi del Regno dei cieli in mano, santa Marta, che tiene al guinzaglio il drago che aveva domato, la Maddalena, con il vaso dei profumi, e san Leonardo di Noblac, patrono dei carcerati, in abiti monastici e con i ceppi. Si tratta di un'insolita sacra conversazione, senza la Madonna col Bambino, con i quattro santi disposti a semicerchio all'ombra di una fitta boscaglia. La luce li rischiara accendendo dolcemente i colori delle vesti, secondo un  procedimento che rimanda a Leonardo da Vinci, omaggiato anche dal tipo fisico della Maddalena, con quel sorriso un po' ambiguo di opere come la Gioconda.
L'artista studiò accuratamente come variare le pose, i gesti e gli sguardi, ora diretti in basso (pietro e Marta), ora in alto (Leonardo), ora verso lo spettatore (Maria Maddalena). Il fitto bosco genera un'atmosfera sospesa e inquietante, apprezzata dai pittori della scuola emiliana come Lorenzo Costa o Dosso Dossi.
Per via stilistica l'opera è collocata negli anni precedenti al 1517, prima della Madonna di San Francesco che parla un linguaggio ben più ardito e maturo. Anche i riferimenti alla celebre Santa Cecilia di Raffaello, giunta a Bologna nel 1514-15, vanno considerati con cautela. Infatti, come è stato notato, l'impianto compositivo semplice e compassato dell'opera di Correggio ha alcuni precedenti nella produzione locale, come i Santi Rocco, Antonio Abate e Lucia di Cima da Conegliano già a Parma, che appartengono ad una tradizione artistica che poteva essere nota al Correggio e che poté ispirare questo suo lavoro, ancora per molti aspetti “giovanile” anche se già arricchito da un uso eccentrico e personalissimo del colore che predilige tinte luminose e accostamenti insoliti e audaci.